# 홍주 김씨
홍주 김씨(洪州金氏)는 충청남도 홍성군을 본관으로 하는 한국의 성씨이다.
시조 김인의(金仁義), 김순(金珣) 두 명이 존재하며, 둘 다  김알지의 후손으로 전해진다.

## 참고 자료
- “홍주김씨(洪州金氏)”. 뿌리를 찾아서.[깨진 링크(과거 내용 찾기)]